# Kabalebo
Kabalebo est un ressort du Suriname, situé dans le district de Sipaliwini. Lors du recensement de 2012, sa population était de 2 291 habitants. 
L'expression Kabalebo signifie « rivière en arc » dans l'une des langues caribes.  

## Géographie
Le nom du ressort provient du nom de la rivière, la Kabalebo, qui traverse la région. Historiquement, le territoire était inclus dans le district de Nickerie. La plupart des habitants est indigène, principalement issue des peuples arawak et warao. 
Les plus grands villages du ressort sont Apoera, Bakhuis et Washabo, alors que les plus petits sont Lucie, Sandlanding, Section et Wanapan. Les cliniques et les écoles de plus grande envergure du ressort se trouvent à Apura et Washabo,. 

## Économie
Bien que l'activité économique de Kabalebo soit peu développée, il s'y trouve une mine de bauxite dans les monts Bakhuis. Elle est reliée au reste du pays par une ligne de chemin de fer, qui n'est toutefois jamais utilisée et à l'abandon. D'autres tentatives ont été faites afin d'améliorer le développement économique de la région, lors de la présidence de Henck Arron (1975-1980), il a été planifié de construire un barrage hydroélectrique  pour assurer les besoins énergétiques des activités minières de l'endroit. Sa construction demeure cependant toujours envisagée. Un projet d'agriculture permanente est en cours avec 100 hectares de taro américain, 80 hectares de manioc et 3 hectares d'anacardier . 

## Tourisme
Un lieu d'hébergement touristique a été construit dans la jungle au milieu de la forêt amazonienne : le Kabalebo Nature Resort. Le lieu se prête à l'observation d'animaux amazoniens et à la pratique de l'ornithologie, laquelle rend possible l'observation de 250 espèces d'oiseaux. Les expéditions fluviales sur les cours d'eau surinamais des environs y sont aussi offertes.  